# Háj (Žilina)
Háj (in ungherese Turócliget) è un comune della Slovacchia facente parte del distretto di Turčianske Teplice, nella regione di Žilina.